# West Brookfield (Massachusetts)
West Brookfield é uma vila localizada no condado de Worcester no estado estadounidense de Massachusetts. No Censo de 2010 tinha uma população de 3.701 habitantes e uma densidade populacional de 67,66 pessoas por km².

## Geografia
West Brookfield encontra-se localizado nas coordenadas 42° 15′ 24″ N, 72° 09′ 29″ O. Segundo o Departamento do Censo dos Estados Unidos, West Brookfield tem uma superfície total de 54.7 km², da qual 53.06 km² correspondem a terra firme e (3%) 1.64 km² é água.

## Demografia
Segundo o censo de 2010, tinha 3.701 pessoas residindo em West Brookfield. A densidade populacional era de 67,66 hab./km². Dos 3.701 habitantes, West Brookfield estava composto pelo 96.84% brancos, o 0.76% eram afroamericanos, o 0.19% eram amerindios, o 0.62% eram asiáticos, o 0% eram insulares do Pacífico, o 0.35% eram de outras raças e o 1.24% pertenciam a duas ou mais raças. Do total da população o 1.7% eram hispanos ou latinos de qualquer raça.